# Pere Anglas i Mora
Pere Anglas i Mora (Mataró, 1966) és actor, director i escriptor català. Les seves novel·les i obres de teatre es caracteritzen pel rerefons històric documentat. També l'humor és un ingredient important a la seva obra, així com la crítica política i social que es desprenen de la majoria dels seus textos.

## Biografia
Format com a actor a l'Institut del Teatre, es va estrenar professionalment el 1989 en En companyia d'abisme, de Sergi Belbel. A partir d'aleshores, va treballar com a actor en muntatges dirigits per Calixto Bieito, Ferran Madico, Konrad Zschiedrich, Joan Catells, Ricard Salvat, Philip Howard i Moisès Maicas, entre d'altres.
La seva primera obra teatral estrenada va ser Entendre's, que va dirigir ell mateix i que es va estrenar al Teatre Monumental de Mataró el 1995. Durant aquests primers anys, també va dirigir al festival Festival Internacional de Teatre de Sitges i a la Sala Beckett. Va ser guionista del serial de TV3 El cor de la ciutat i coordinador de guió i control de continguts de sèries i programes de Televisió Espanyola i altres televisions d'àmbit estatal i autonòmic.
El 2014 va escriure i dirigir Carles i Belisa, durant la celebració del tricentenari dels fets de 1714. El 2017 va escriure i dirigir L'home inacabat, una obra sobre el pensament i l'obra de Josep Puig i Cadafalch. El 2019 va publicar la seva primera novel·la, L'ombra de l'amor, ambientada a l'avinguda del Paral·lel de Barcelona durant la Dictadura de Primo de Rivera. El 2021 va ser finalista del Premi Ramon Llull amb Fins on arriba la memòria, que situa l'acció en un hospital de les brigades internacionals durant la Guerra Civil espanyola. Ha escrit per a l'humorista Pep Plaza, al qual també ha dirigit a El substitut.

## Obra publicada[calcitació]

### Teatre
- 2002 - Confidències, Associació d'actors i directors professionals de Catalunya
- 2015 - Carles i Belisa, Voliana Edicions (2014)
- 2016 - Robinson Crusoe, Arola Editors
- 2017 - L'home inacabat, Voliana Edicions
- 2020 - La boira, Arola Editors

### Narrativa
- 2019 - L'ombra de l'amor, Voliana Edicions
- 2023 - Fins on arriba la memòria, Columna Edicions (2021)
- 2023 - Escrit al Maresme, Cossetània Edicions